# Козицький Микита Геннадійович
Микита Геннадійович Козицький (нар. 26 січня 2002, Свердловськ, Луганська область, Україна) — український футболіст, півзахисник «Маріуполя».

## Життєпис
Народився в місті Свердловськ Луганської області. Вихованець місцевої ДЮСШ-2, у футболці якої дебютував у ДЮФЛУ. Згодом виступав у вище вказаному турнірі за ДВУФК (Дніпропетровськ) та «Азовсталь» (Маріуполь).
Напередодні старту сезону 2019/20 років дебютував за юнацьку команду «приазовців», а наступного сезону — за молодіжну команду. У футболці першої команди маріупольського клубу дебютував 10 квітня 2021 року в програному (0:3) домашньому поєдинку 21-го туру Прем'єр-ліги України проти донецького «Шахтаря». Микита вийшов на поле на 65-ій хвилині, замінивши Ельдара Кулієва.